# بتول عزيز
بتول عزيز (1966-)، ممثلة عراقية

## حياتها
بدايتها كانت عام 1974 في إذاعة جمهورية العراق وصوت الجماهير وكانت تقدم برامج الأطفال. انطلاقتها الفعلية كانت في مسلسل (النسر وعيون المدينة) كانت حينها طالبة جامعية في كلية العلوم قسم الكيمياء كما عملت في الفرقة الوطنية. قررت الابتعاد عن التمثيل واكمال دراستها الجامعية وعملت بعد تخرجها محللة كيميائية في مختبر الافلام التابع إلى دائرة السينما والمسرح، وانشغالها بحياتها الأسرية. عادت إلى الساحة الفنية بعد غياب اسمتر 16 عاما. قدمت أعمالا عديدة في السينما والمسرح والتلفزيون

## أعمالها

### في التلفزيون
| سنة الإنتاج | اسم المسلسل                         | الشخصية |
| ----------- | ----------------------------------- | ------- |
| 2020        | واحد زائد واحد                      | (أمل)   |
| 2020        | يسكن قلبي                           | (ناهدة) |
| 2017        | للأسرار عيون                        |         |
| 2015        | وادي السلام                         |         |
| 2015        | حرائق الرماد                        |         |
| 2014        | القوت والياقوت                      | [ 3 ]   |
| 2013        | الطوفان ثانية                       | ريما    |
| 2012        | قصة حي بغدادي                       |         |
| 2012        | باب الشيخ                           |         |
| 2012        | القناص                              |         |
| 2012        | أعماق الأزقة                        |         |
| 2010        | العبور إلى النهر                    |         |
| 2007        | أوركسترا                            |         |
| 2007        | شذرات من عطر النبوة                 |         |
| 2007        | بهلول لكل زمان                      |         |
| 2007        | تحرير بشرى                          |         |
| 2007        | أوبريت شيء يراوح بيني وبين العصافير |         |
| 2006        | مناوي باشا ج3                       |         |
| 2006        | ثمنطعش                              |         |
| 2005        | بيت الشمع                           |         |
| 2005        | المغادرين                           |         |
| 2004        | سلطات سلطان                         |         |
| 2002        | شارع 40                             | ماجدة   |
| 2002        | مناوي باشا ج2                       |         |
| 2001        | مناوي باشا ج1                       |         |
| 1983        | النسر وعيون المدينة                 | فاطمة   |
| 1979        | شغف الخوف                           |         |
| 1979        | الجبل                               |         |
| 1979        | أيلتقي الجبلان                      |         |
| 1978        | وفاء والتلفون                       |         |
| 1978        | الخالدون                            |         |
| 1977        | من سيكون معي-تمثيلية                |         |
| 1974        | أين مكاني من الإعراب -تمثيلية       |         |

### في المسرح
| سنة الإنتاج | المسرحية            | الشخصية |
| ----------- | ------------------- | ------- |
| 2011        | أثاث قديم           |         |
| 2009        | أحلام مزعجة         |         |
| 2006        | أرجوحة الزمن الضائع |         |
| 2005        | مواسم الجفاف        |         |

### في الدبلجة
| سنة الإنتاج | اسم العمل | الشخصية |
| ----------- | --------- | ------- |
| 2012        | سبع نساء  |         |

### البرامج التي قدمتها
| سنة الإنتاج | اسم البرنامج   | عرض على              |
| ----------- | -------------- | -------------------- |
|             | استراحة الفرات | قناة الفرات الفضائية |